# Juri Jakowlewitsch Tschaika

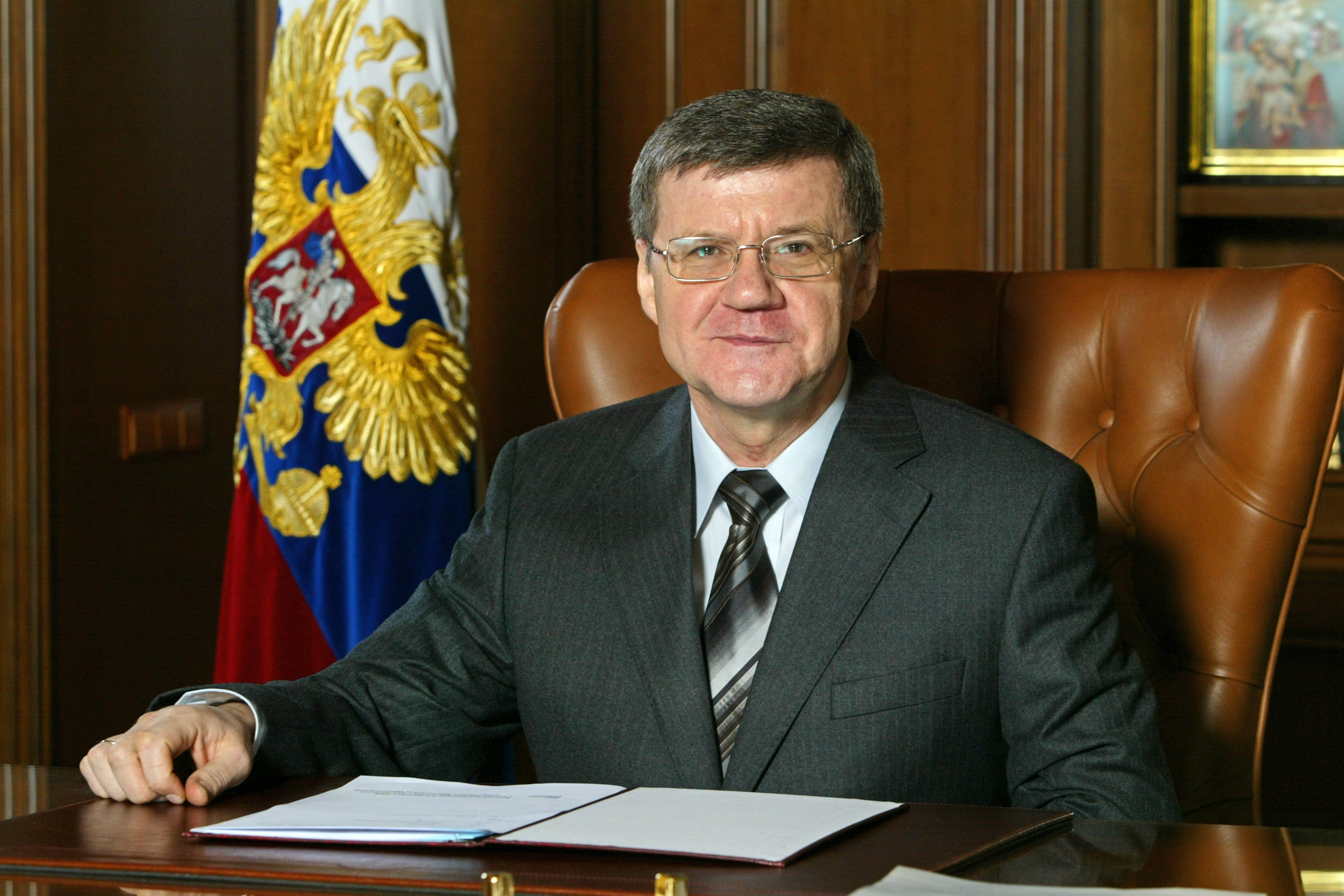
Juri Tschaika

Juri Jakowlewitsch Tschaika, russisch Юрий Яковлевич Чайка (* 21. Mai 1951 in Nikolajewsk am Amur) ist ein russischer Jurist und Politiker. Er war von 2006 bis 2020 der russische Generalstaatsanwalt. Seit 2020 ist er Bevollmächtigter des Präsidenten im Föderationskreis Nordkaukasus.

## Leben
Juri Tschaika ist der Sohn von Jakow Michailowitsch und Maria Iwanowna Tschaika. Sein Vater war jüdischer Herkunft, seine Mutter war Russin.
Juri Tschaika ist verheiratet und hat zwei erwachsene Söhne, Artjom und Igor Tschaika. Beiden wird vorgeworfen, dass sie ein weitverzweigtes Firmenimperium mittels Korruption und Unterstützung der russischen Generalstaatsanwaltschaft erworben hätten. Der oppositionelle Aktivist und Politiker Alexei Anatoljewitsch Nawalny warf Juri Tschaika 2015 deswegen Verbindungen zur organisierten Kriminalität vor. Nadeschda Tolokonnikowa (Pussy Riot) lancierte im Februar 2016 einen Protestclip gegen die Korruption des Tschaika-Clan.
Im April 2022 wurde Tschaika auf eine Sanktionsliste der Vereinigten Staaten gesetzt.

## Juristische Karriere
Im Jahr 1976 absolvierte er die juristische Hochschule in Swerdlowsk, arbeitete als Staatsanwalt in Irkutsk und wurde 1. Vize-Generalstaatsanwalt Russlands.
1994 kam es zu einem Skandal, als er in der Zeitung riet, Aktien der Gesellschaft Hoper-Invest zu kaufen, und diese pleiteging.
Bereits April bis August 1999 war er kurzzeitig Generalstaatsanwalt, übernahm dann aber im gleichen Jahr das Amt des Justizministers. Vom 23. Juni 2006 an war er wieder Generalstaatsanwalt. Am 3. Oktober 2006 wurde Tschaika zum Wirklicher Staatsrat der Justiz befördert. Im Zuge des Umbaus der Verfassung durch Putin im Januar 2020 und dem Rücktritt der gesamten Regierung trat Tschaika am 20. Januar 2020 zurück und wurde am 22. Januar 2020 auf den Posten des Generalbevollmächtigten des Präsidenten des Föderationskreises Nordkaukasus versetzt. Am 15. März 2020 wurde Tschaika zum Wirklicher Staatsrat 1. Klasse der Russischen Föderation befördert.
Juri Tschaika ist Mitglied des Sicherheitsrates der Russischen Föderation.

## Orden und Auszeichnungen
- Verdienstorden für das Vaterland III. Grades (vergeben am 11. Januar 2001) – für das große Verdienst im Hinblick auf die Festigung der Gesetzmäßigkeit und der Rechtsordnung
- Verdienstorden für das Vaterland IV. Grades (vergeben am 21. Mai 2006) – für das große Verdienst im Hinblick auf die Festigung der Gesetzmäßigkeit und der Rechtsordnung
- Ehrenorden der Russischen Föderation (19. Mai 2001)
- Medaille „50. Jahrestag des Sieges im Großen Vaterländischen Krieg 1941–1945“ (1995)
- Georgi-Schukow-Gedächtnismedaille (1994)
- Jubiläumsmedaille „300 Jahre Russische Flotte“ (1996)
- Jubiläumsmedaille „850 Jahre Moskau“ (1997)
- Ehrenmedaille „Verdienter Jurist der Russischen Föderation“